# Alisha Edwards
Alisha Inacio-Edwards, nata Alisha Inacio (San Diego, 7 gennaio 1987), è una wrestler statunitense sotto contratto con la Total Nonstop Action Wrestling, dove lotta con il ring name Alisha Edwards.
È nota anche per aver militato nel circuito indipendente con il nome Alexxis Nevaeh. Tra il 2006 e il 2013 ha combattuto in promozioni quali New England Championship Wrestling, Chaotic Wrestling e World Women's Wrestling.

## Biografia
Alisha Inacio è nata a San Diego, da genitori di origine messicana.
Dal 2013 è legata al collega Eddie Edwards, che ha poi sposato nell'aprile 2015.

## Carriera

### Chaotic Wrestling (2007-2011)
Inizia a competere per la Chaotic Wrestling a partire da marzo 2007, con il ring name Lexxus, venendo sconfitta più volte da Tanya Lee. Il 18 maggio seguente diventa componente dei Blowout Boys assieme a Danny E. e Tommy T., guadagnandosi il soprannome di "Double X Diva". Più tardi Lexxus ha una faida con Nikki Roxx, contro la quale disputa una serie di incontri accesi.
Dopo una breve separazione dei Blowout Boys nel settembre 2008, Lexxus rimane a fianco di Danny mentre Tommy assume la fidanzata Adriana come sua nuova manager. Il 7 novembre, a Night of Chaos, Lexxus sconfigge Adriana in un match che vede i Blowout Boys a bordo ring. Il 5 dicembre cambia il proprio ring name in Alexxis, nel corso di un evento in cui Tommy tradisce Adriana e torna a fare coppia con il vecchio compagno di squadra.
Il 3 giugno 2011 conquista il titolo femminile imponendosi su Nikki Roxx. Dopo tre difese del titolo dagli assalti delle varie Ivy, Mercedez KV e Nikki Roxx, perde la cintura il 2 dicembre seguente in un "I Quit" match contro Mercedez KV.

### Impact Wrestling (2008; 2015; 2017-presente)

#### Prime apparizioni (2013; 2015)
Il 25 settembre 2008, la Inacio compie la sua prima apparizione nella Total Nonstop Action Wrestling (TNA), utilizzando il ring name di Mercedes Steele e facendo da jobber ad Awesome Kong.
Torna in TNA solamente sette anni dopo, il 15 febbraio 2015, in occasione del pay-per-view One Night Only: Knockouts Knockdown, dove è sconfitta da Madison Rayne.

#### Manager di Eddie Edwards (2017-2019)
Esordisce ufficialmente come face nella puntata del 9 febbraio 2017 di Impact, comparendo tra il pubblico in un segmento dell'incontro titolato fra il marito Eddie Edwards e il World Heavyweight Champion Lashley, dove un attacco di gelosia da parte di Davey Richards culmina con un'aggressione nei confronti del suo amico di sempre, cosa che gli costa la vittoria, mentre la Inacio è invece attaccata da una ritornante Angelina Love, moglie di Richards; tale evento sancisce così la fine dei Wolves, nonché l'inizio di una faida tra le due coppie. Dopo aver preso il ring name Alisha Edwards, fa il suo esordio sul ring nella puntata di Xplosion del 25 febbraio, dove è stata sconfitta da Laurel Van Ness. A Redemption, Eddie Edwards colpì accidentalmente Alisha con un bastone da kendo mentre lottava con Sami Callihan. Il cambiamento di comportamento di Eddie porta a un feud con Tommy Dreamer. Dopo che Eddie sconfisse Dreamer a Slammiversary XVI, Alisha e Dreamer lasciarono Eddie da solo sul ring. Dall'agosto 2019, Alisha è coinvolta in una storyline con Ace Austin ed Eddie, dove Austin inizia a mostrare un interesse romantico per Alisha, interrogandola circa la natura della sua relazione con Eddie. Nella puntata del 5 novembre di Impact!, Alisha ascolta di nascosto Austin rivelare che la sta soltanto utilizzando per indispettire Eddie. Quindi la ragazza tende una trappola ad Austin invitandolo nella sua stanza di hotel, dove viene aggredito a sorpresa da Eddie Edwards.

#### Varie faide (2020–presente)
Dopo un periodo di pausa, Alisha tornò sul ring il 23 giugno 2020 a Impact!, dove fu sconfitta da Deonna Purrazzo. All'evento Slammiversary, prese parte a un Gauntlet for the Gold match per determinare la prima sfidante al titolo Knockouts Championship, che fu vinto dalla Rae. Il 28 luglio a Impact!, Alisha si unì al cast del reality show Wrestle House. La settimana seguente, fece coppia con Susie per sconfiggere Johnny Swinger in un mixed gender handicap match.
A Final Resolution, lei & Eddie vengono sconfitti in un intergender tag team match da Tenille & Kaleb with a K.

### Women of Wrestling (2019-presente)
Edwards debuttò nella Women of Wrestling il 7 settembre con il ring name Sassy Massy, sconfiggendo The Disciplinarian. Nella seconda stagione, Massy lottò in coppia con Chantilly Chella nel torneo WOW World Tag Team Championship, dove il tag team venne eliminato al secondo round dalle Monsters of Madness (Jessicka Havok & Hazard).

## Personaggio

### Mosse finali
- Guillotine drop
- Reverse DDT

### Wrestler assistiti
- The Blowout Boys
- Danny E.
- Scotty Slade[23]
- Eddie Edwards

### Soprannomi
- "The Double X Diva"[3]

## Titoli e riconoscimenti
- Chaotic Wrestling
  - Chaotic Wrestling Women's Championship (3)[8]
- Lucky Pro Wrestling
  - LPW Women's Championship (1)
- Pro Wrestling Illustrated
  - 46º posto nella lista delle 50 migliori lottatrici nei PWI Female 50 del 2012[24]
- .Total Nonstop Action Wrestling
  - TNA Knockouts World Tag Team Championship (1) - con Masha Slamovich
- World Women's Wrestling
  - World Women's Wrestling Championship (4)
- Women Superstars Uncensored
  - WSU Tag Team Championship (1) – con Amber